# Splendora, Texas
Splendora là một thành phố thuộc quận Montgomery, tiểu bang Texas, Hoa Kỳ. Năm 2010, dân số của xã này là 1615 người.

## Dân số
- Dân số năm 2000: 1275 người.
- Dân số năm 2010: 1615 người.